# Operacja Palliser
Operacja Palliser – kryptonim operacji sił morskich i powietrznych w Sierra Leone przeprowadzonej w roku 2000 przez armię brytyjską podczas wojny domowej w tym kraju.

## Sytuacja taktyczna
Wiosną 2000 roku w Sierra Leone wzrosła aktywność rebeliantów ze Zjednoczonego Frontu Rewolucyjnego (Revolutionary United Front – RUF), stanowiło to rosnące zagrożenie stolicy kraju – Freetown.

## Dyslokacja wojsk
7 maja 2000 w celu ewakuacji obywateli brytyjskich, europejskich i Wspólnoty Brytyjskiej przeprowadzono pokojową akcję z wykorzystaniem następujących jednostek wojskowych:
- Joint Task Force Headquarters
- UK Spearhead Battalion:
  - 20 eskadra saperów
  - 1 batalion pułku spadochronowego – 1 PARA (bez kompanii "A" ale wzmocniony kompanią "D" oraz elementami wsparcia z 2 PARA)
- pluton jednostek specjalnych – Pathfinder Platoon
- Special Air Service
- samoloty Hercules z Royal Air Force

Po ewakuacji, głównym celem wojsk było utrzymanie kontroli na lotnisku, patrolowanie Freetown i umożliwienie bezpiecznych dostaw organizowanych przez ONZ.
W celu wsparcia wysiłków Royal Navy, w rejon działań skierowano dodatkowo okręty biorące udział w ćwiczeniach NATO w Zatoce Biskajskiej:
- HMS Illustrious (1982) z elementami lotnictwa morskiego 801 NAS, 899 NAS oraz 3 Eskadry RAF
- RFA Fort George (A388)

oraz w ramach grupy zadań 342.1:
- HMS Ocean
- HMS Argyll (F231) – jeden mężczyzna wypadł za burtę podczas rejsu – uznany za zaginionego
- HMS Chatham (F87)
- RFA Fort Austin (A386)
- RFA Sir Bedivere (L3004)
- RFA Sir Tristram (L3505)

Główna baza logistyczna operacji powstała w Dakarze.
17 maja 2000 przywódca rebeliantów Foday Sankoh został schwytany przez siły rządowe i przetransportowany śmigłowcem do bezpiecznego miejsca.
Operacja Palliser zakończona została 15 czerwca 2000, jednak Wielka Brytania ciągle zaangażowana jest w szkolenie armii i wsparcie rządu Sierra Leone.
Dla ratowania brytyjskich żołnierzy pojmanych przez siły West Side Boys oraz ustabilizowania sytuacji w Sierra Leone rozpoczęto Operację Barras z użyciem SAS i spadochroniarzy.